# Вая (приток Усты)
Вая — река в Нижегородской области России, правый приток Усты. Длина реки составляет 106 км, площадь водосборного бассейна — 1330 км².

## Данные водного реестра
По данным государственного водного реестра России относится к Верхневолжскому бассейновому округу, водохозяйственный участок реки — Ветлуга от города Ветлуга и до устья, речной подбассейн реки — Волга от впадения Оки до Куйбышевского водохранилища (без бассейна Суры). Речной бассейн реки — (Верхняя) Волга до Куйбышевского водохранилища (без бассейна Оки).
Код объекта в государственном водном реестре — 08010400212110000043168.

## Притоки
(расстояние от устья)
- 15 км: река Лука (пр)
- 24 км: река Шиликша (пр)
- 30 км: река Чернушка (пр)
- 34 км: река Мокшура (лв)
- 45 км: река Яхта (лв)
- 46 км: река Отломка (пр)
- 50 км: река Суда (лв)
- 60 км: река Чернушка (пр)
- 63 км: река Синьга (лв)
- 70 км: река Курдома (пр)
- 71 км: река Шада (лв)